# Gabi Hartmann
Gabi Hartmann (født Gabrielle Hartmann) er en fransk jazz-sangerinde, sangskriver og guitarist. Hun er opvokset i Paris. Hun udgav sit første album i 2018 produceret af Jesse Harris.